# NGC 1024
NGC 1024 (również PGC 10048, UGC 2142 lub Arp 333) – galaktyka spiralna (Sab), znajdująca się w gwiazdozbiorze Barana. Odkrył ją William Herschel 18 września 1786 roku.